# ديمة (شركة)
شركة ديمة، والمعروفة رسميًا باسم الشركة المتحدة للصناعات الغذائية، هي شركة سعودية خاصة تعمل في قطاع صناعة الأغذية، متخصصة في إنتاج وتوزيع الوجبات الخفيفة والحلويات. تأسست الشركة في عام 1984 في الرياض، المملكة العربية السعودية، وتوزع منتجاتها في أكثر من 50 دولة، ، ويعمل بها أكثر من 1000 موظف.

## الإدارة والمؤسسون
أسس الشركة محمد خالد محمد العقيل، ورئيسها التنفيذي اليوم محمد العقيل، وعبد العزيز العقيل في منصب رئيس مجلس الإدارة.

## تاريخ الشركة
تأسست الشركة في عام 1984 وبدأت الإنتاج الفعلي بعد ذلك بفترة قصيرة. توسعت تدريجيًا لتشمل مجموعة واسعة من المنتجات الغذائية. تنتج الشركة أكثر من 250 صنفًا من المنتجات الغذائية، بما في ذلك:
- البسكويت: أنواع محشوة بالكريمة وبسكويت سادة وويفر
- الكيك: كيك فردي ومجموعة متنوعة من النكهات
- السناك: منتجات خفيفة مثل رقائق البطاطس
- الحلويات: حلويات متنوعة تشمل الحلوى الصلبة والعلكة

## روابط خارجية
- الموقع الرسمي
- المتجر الإلكتروني